# Les Flocons de l'été
Singles de Étienne Daho
Paris Sens Interdits
(2015) Le Jardin
(2018)
Pistes de Blitz
Les Cordages de la nuit
(5) Voodoo Voodoo
(7)
Les Flocons de l'été est une chanson d'Étienne Daho issue de son 11e album studio Blitz dont elle est le premier single à paraître, deux ans après le titre Paris Sens Interdits, extrait de la compilation L'Homme qui marche. Sortie en 2017, cette chanson s'est classée en 9e position dans le Top 50 en France.
Dans la version vinyle, le titre qui apparaît en face B est Mortelle, une chanson produite par le musicien français Rone sortie en 2015 et interprétée par Étienne Daho avec la participation du guitariste américain Bryce Dessner.

## Historique
La chanson évoque le séjour du chanteur en août 2013 dans une chambre d'hôpital où il a failli succomber à une péritonite. Dans le refrain, la phrase « Allongé sur le sable givré sous les flocons de l'été » signifie allégoriquement que, pour Étienne Daho, il s'agit d'un été qui se sera brusquement transformé en hiver car il n'aura pas eu la chance de l'avoir,.

## Liste des pistes
1. Les Flocons de l'été (Radio Edit) - 3:37
2. Mortelle (Radio Edit) - 3:13